# Osteítis deformante
La osteítis deformante o enfermedad de Paget es una enfermedad inflamatoria del tejido óseo  metabólico de causa desconocida, aunque se piensa que puede representar una neoplasia benigna de las células formadoras del hueso que conlleva un alto riesgo de generar un osteosarcoma agresivo. También se ha sugerido una causa viral que produce un exceso de destrucción y restauración ósea a la que se asocian deformidades porque la restauración se realiza de forma desordenada. Más del 3 por ciento de las personas mayores de 50 años presentan lesiones no aisladas, aunque la enfermedad clínicamente importante es mucho menos frecuente. La posibilidad de que la enfermedad se presente varias veces en la misma familia es alta.
Esta enfermedad fue descrita por primera vez en 1876 en una reunión de la Sociedad Médico Quirúrgica, en Inglaterra, por Sir James Paget, cirujano británico muy reconocido. Conocida como enfermedad de Paget, esta enfermedad ósea no debe confundirse con la enfermedad de Paget extramamaria o con la enfermedad de Paget de seno, que son dos padecimientos malignos que también llevan el nombre de este médico.

## Anatomía patológica
La principal característica de la enfermedad es un aumento de la resorción y de la formación de hueso. En su fase precoz, la resorción predomina con lo que se pierde densidad ósea. Esta fase se denomina a menudo fase destructiva u osteoporótica y suele cursar con un balance de calcio negativo. Este predominio de la resorción va seguida de la formación de hueso nuevo, progresivamente más denso a medida que se reduce la resorción llegándose finalmente a un balance de calcio positivo. La remodelación ósea está enormemente aumentada en la fase precoz de la enfermedad, hasta 20 veces su valor normal.
El hueso pagético se caracteriza macroscópicamente por la presencia de lesiones líticas acompañadas de deformaciones hipertróficas generalizadas. Microscópicamente se observa un aumento en el número y tamaño de los osteoclastos, con múltiples núcleos pleomórficos. Cuando se estudia el hueso de las lesiones blásticas se observa un tejido desestructurado con líneas de cemento entrecortadas que parecen un mosaico. Se observa un incremento en la producción de interleucina IL-6 y las células son más sensibles de lo normal a los efectos pro-resortivos de la 1,25 (OH)2-D3.
La mayor remodelación ósea se correlaciona con un aumento de los niveles de fosfatasa alcalina que son más altos en la enfermedad de Paget que en cualquier otro caso (excepto en el caso de una hiperfosfatasemia hereditaria). Las concentraciones de calcio y fosfato son normales debido la deposición de estas sustancias sobre el hueso neoformado y por la regulación de la hormona paratiroidea. La resorción ósea implica no solo sustancias minerales sino también orgánicas y productos como la hidroxiprolina o complejos de hidroxipiridio que no son reutilizados para la formación de hueso nuevo y que se eliminan en la orina. Los compuestos de piridinio piridinolina (Pyr) y desoxipiridinolina (D-Pyr) liberados del colágeno durante la resorción osteoclástica se utilizan como marcadores para diagnosticar la enfermedad, aunque suele ser suficiente la determinación de la fosfatasa alcalina que está muy aumentada.

## Etiología
No se conocen las causas de la enfermedad. Algunas de sus manifestaciones pueden ser suprimidas con glucocorticoides, salicilatos y fármacos citotóxicos, pero no hay evidencia de que se trate de un proceso inflamatorio. El hecho de que se hayan encontrado inclusiones en el citoplasma y núcleo de los osteoclastos que se asemejan a las nucleocápsides del virus de la rubéola, con positividad de los anticuerpos monoclonales hacia los antígenos de los paramixovirus, sugieren un origen infeccioso por estos virus. Evidencia adicional de que los virus de la rubéola podrían estar implicados en la génesis de la enfermedad son los resultados de algunos estudios in vitro en los que células CD34+ derivadas de médula ósea normal transducidas con el gen de la nucleocápside del virus de la rubéola se diferencian en osteoclastos polinucleados que reabsorben hueso. Sin embargo, la distribución universal de los paramixovirus y la localización preferente en determinadas áreas geográficas hace pensar que debe intervenir, adicionalmente, algún factor genético.
Se ha detectado enfermedad de Paget en familias, y se ven afectados individuos de varias generaciones con un patrón hereditario consistente con una transmisión autosomal dominante. En algunas familias se ha mapeado la enfermedad en el locus 18q21-22, pero esto no ocurre en otras, lo que indica una heterogenidad genética.

## Manifestaciones clínicas
Las manifestaciones clínicas de la enfermedad de Paget depende del estadio de la enfermedad y de los huesos que están implicados. En la mayor parte de los casos la enfermedad es asintomática y es descubierta cuando se realizan radiografías de cabeza o de pelvis por otros motivos o por comprobarse una elevación anormal de la fosfatasa alcalina. En otros sujetos se observa una hinchazón o deformación de los huesos largos y desarrollan una cojera debida a la diferencia en la longitud de las piernas. El ensanchamiento del cráneo no es observado en la mayor parte de los enfermos, a menos que usen sombrero. Muchos individuos permanecen asintomáticos durante largos períodos de tiempo, mientras que los sintomáticos y con mayores niveles de hidroxiprolina en orina y de fosfatasa alcalina sérica son los más propensos a la aparición de nuevos síntomas. Estos son dolores difusos de espalda y en las piernas que a veces pueden ser agudos. La localización craneofacial conlleva frecuentemente sordera por implicación directa de los huesecillos del oído interno o por impacto sobre el octavo par craneal en el foramen auditivo, cefaleas, epífora y excepcionalmente dolores neurálgicos. Puede producirse complicaciones más serias de la enfermedad cuando el crecimiento óseo en la base del cráneo (platibasia) comprime el cerebelo.
El flujo sanguíneo puede estar muy aumentado en las extremidades afectadas por la enfermedad de Paget debido a la elevada vascularización del hueso pagético, que va acompañada por una vasodilatación cutánea que se refleja en un aumento de temperatura que se observa clínicamente. Cuando la enfermedad ha progresado hasta implicar un tercio o más del esqueleto el aumento del flujo de sangre ocasiona un aumento del gasto cardíaco que raramente progresa a una insuficiencia cardíaca. Las fractura patológicas pueden producirse en cualquier estadio de la enfermedad, aunque son más frecuentes en la fase destructiva de la misma. Pueden producirse espontáneamente o como consecuencia de cualquier trauma ligero. Las fracturas completas son a menudo transversas como si el hueso se hubiera quebrado como un pedazo de tiza.
Aunque la excreción de calcio no cambia significativamente, suele estar algo aumentada en la fase resortiva lo que explicaría la mayor incidencia de cálculos renales observada en estos pacientes. La hiperuricemia y la gota son frecuentes en estos pacientes.
La complicación más grave es la degeneración sarcomatosa cuya incidencia es 1 % y es la principal causa del sarcoma óseo del adulto. Los sarcomas más frecuentes se observan en el fémur, el húmero, el cráneo, los huesos faciales y en la pelvis. La degeneración ósea se produce generalmente en forma de osteosarcoma, aunque también es posible un fibrosarcoma o un condrosarcoma. La aparición súbita de dolor muy intenso, aumento del dolor existente o aumento explosivo de la fosfatasa alcalina puede hacer sospechar de un sarcoma. La confirmación radiológica puede ser difícil por lo que se recurre a la TC y a la RMN. Los tumores son multicéntricos en un 20 % de los casos. Una vez aparecido el tumor, la prognosis es mala: la cirugía ablativa no suele tener muchos éxitos y los osteosarcomas derivados de la enfermedad de Paget, rara vez responden a la quimioterapia.

## Tratamiento
Muchos pacientes no requieren tratamiento por estar la enfermedad localizada y no tener síntomas. El tratamiento comienza a ser necesario cuando hay complicaciones como dolor persistente a algunos huesos, compresión neural, deformidades óseas que afectan la marcha, hipercalciuria severa con o sin formación de cálculos renales y la repetición de fracturas.
Los fármacos antiinflamatorios no esteroídicos, el paracetamol o los inhibidores de la COX2 pueden ser útiles para aliviar el dolor. Los pacientes con dolores severos de cadera o de rodilla pueden ser candidatos a una sustitución de estas articulaciones. Estas intervenciones conducen en muchos casos a excelentes resultados.
Los bifosfonatos pueden inhibir la resorción ósea y son generalmente bien tolerados. El etidronato es moderadamente efectivo aliviando los síntomas, pero no reduce los parámetros bioquímicos marcadores de la enfermedad. El etidronato también inhibe la mineralización ósea, pero produce osteomalacia. Los últimos bifosfonatos como el tiludronato, el pamidronato, el risedronato y sobre todo el alendronato son mucho más potentes que el etidronato y no originan defectos en la mineralización. 
El alendronato y el risedronato se administran por vía oral, pero son muy pobremente absorbidos por el tracto digestivo y deben ingerirse en ayunas, 30 minutos antes de cualquier comida para evitar una interferencia con los alimentos. El pamidronato se utiliza por vía intravenosa en forma de infusión a razón de 30 mg/día. Las respuestas a estos bifosfonatos son bastante rápidas y los niveles urinarios de hidroxiprolina y compuestos de piridinio caen rápidamente. La fosfatasa alcalina también disminuye seguidamente. Estos cambios suelen ir acompañados de fiebre que remite rápidamente. 
Los pacientes tratados con bifosfonatos deben recibir suplementos de calcio (entre 1 y 1,5 g) y 400 UI de vitamina D. En 6 meses de tratamiento, se observan mejoras radiográficas sobre la lesiones líticas.
La calcitonina se utiliza mucho menos desde la introducción de los bifosfonatos. Sin embargo, la calcitonina es todavía útil en aquellos enfermos que no toleran los bifosfonatos. La administración de calcitonina humana, de cerdo o de salmón reduce la hiperfosfatasemia alcalina y la excreción urinario de hidroxiprolina. La administración de calcitonina disminuye el dolor debido a la supresión de la lesión pagética, pero también por mecanismo analgésico central. Las dosis de calcitonina suelen ser de 50 a 100 UI diarias administradas por vía subcutánea, aunque a veces es posible reducir las dosis a 3 días a la semana. Las dosis de la calcitonina en spray nasal suelen ser de 200 UI/d.

## Hallazgos radiológicos

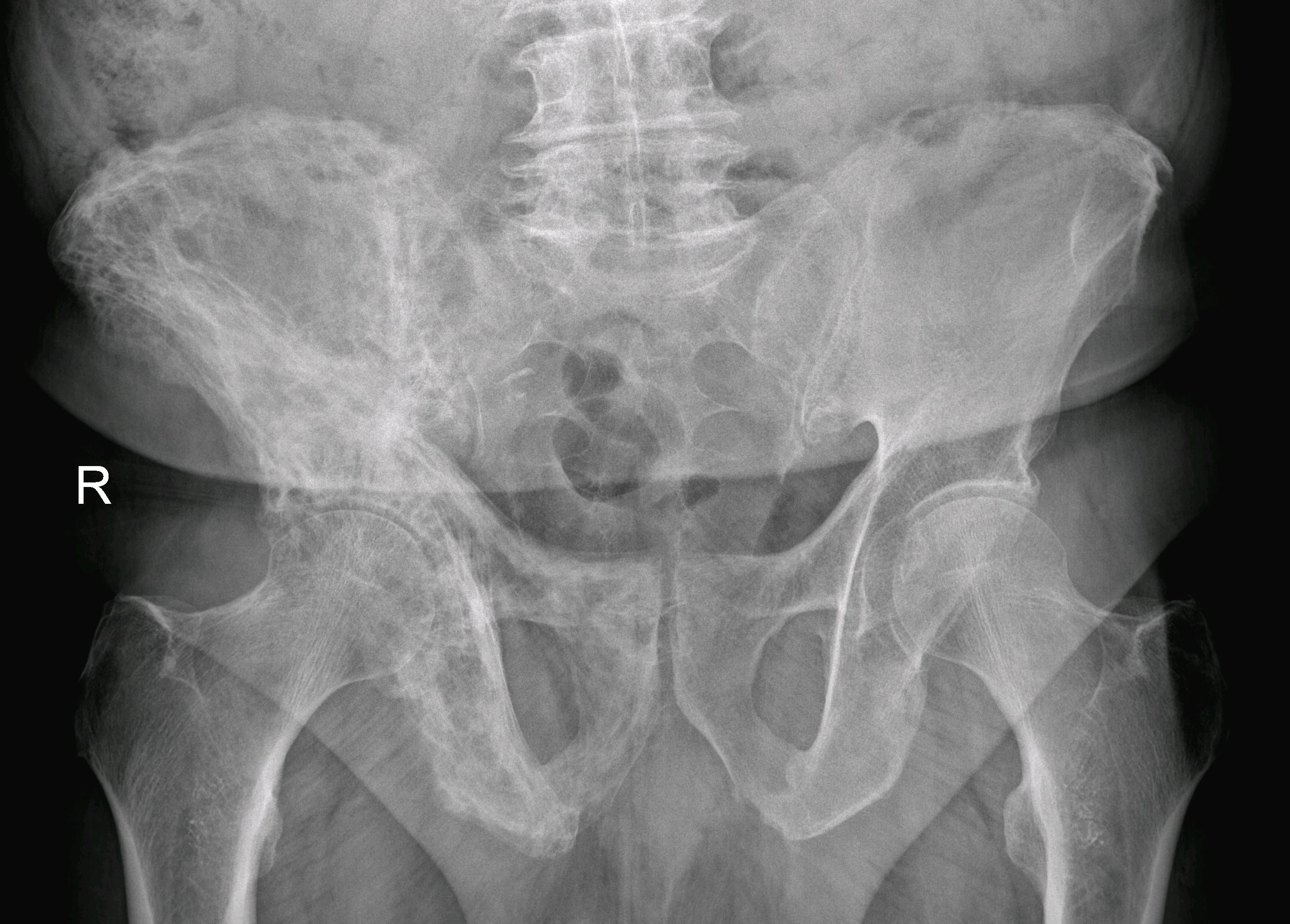
Enfermedad de Paget del coxal derecho. Hombre de 80 años.

Los hallazgos radiológicos se centran sobre todo en el fémur, cráneo, tibia, espina lumbosacra, clavículas y costillas. Los huesos pequeños no son, por el general afectados. Los más característicos se encuentran en el raquis y el cráneo: en el raquis se puede observar una trabeculación basta vertical o áreas de esclerosis en banda en las plataformas. En el cráneo se observan zonas radiolucentes en los huesos frontales, parietales y occipitales. En la fase avanzada hay un ensanchamiento y engrosamiento de todo el cráneo con zonas con manchas de mayor densidad. En los huesos largos, se observan frecuentemente zonas perpendiculares radiolucentes sobre todo en la parte convexa de la tibia y el fémur, que representan zonas líticas. Los cambios en la pelvis reflejan la variación de la resorción ósea y formación de hueso nuevo y a menudo va acompañada de un engrosamiento en las alas de la misma.

## Pruebas de laboratorio
La remodelación ósea altera las pruebas de laboratorio relacionadas con la formación ósea como son la fosfatasa alcalina y la osteocalcina y las de la resorción como la hidroxiprolina. Las medidas de la proteína C reactiva y del telopéptido N son también útiles para determinar la evolución de la enfermedad cuando esta está en fase avanzada.

## Epidemiología
La prevalencia de la enfermedad de Paget es sustancial en algunas áreas (es muy frecuente en Inglaterra, Estados Unidos, Australia y Europa occidental) mientras que en otras es extremadamente rara (India, China, Japón y Escandinavia). En Inglaterra, la prevalencia de la enfermedad demostrada radiográficamente es < 1 %. En las autopsias, la prevalencia es del 3 al 5 % y aumenta a medida que aumenta la edad de la muestra. Usualmente el diagnóstico se lleva a cabo a partir de los 50 años y es casi igual en hombres y mujeres con un ligero predominio sobre los primeros. La historia familiar puede ser positiva para la enfermedad de Paget en casi un 40 % de los sujetos y en algunas de estas familia la enfermedad está ligada a un locus del cromosoma 18.